# Выборы в Сенат США (1976)
Выборы в Сенат США в 1976 году — выборы в верхнюю палату Конгресса Соединённых Штатов Америки, прошедшие 2 ноября 1976 года. В том же году на президентских выборах в США победил кандидат от Демократической партии Джимми Картер и состоялось празднование двухсолетия со дня основания Соединённых Штатов Америки.
Хотя почти половина мест на этих выборах была занята новыми кандидатами, победа президента-демократа не создала «эффекта паровоза» для демократов, и баланс в палате остался прежним. Это были первые выборы, в которых принимала участие Либертарианская партия, выдвинувшая кандидатов на 9 из 33 избирательных мест.

## Итоги
|                                                     | Демократическая партия          | 60  | 61  | ▲ 1 | 31 790 526 | 53,72 % |
|                                                     | Республиканская партия          | 37  | 38  | ▲ 1 | 24 562 431 | 41,51 % |
|                                                     | Беспартийные кандидаты          | 1   | 1   | ▬   | 1 173 414  | 1,98 %  |
|                                                     | Американская партия             | 0   | 0   | ▬   | 204 556    | 0,35 %  |
|                                                     | Социалистическая рабочая партия | 0   | 0   | ▬   | 125 528    | 0,21 %  |
|                                                     | Американская независимая партия | 0   | 0   | ▬   | 110 921    | 0,19 %  |
|                                                     | Либертарианская партия          | 0   | 0   | ▬   | 78 588     | 0,13 %  |
|                                                     | Прочие                          | 1   | 0   | ▼ 1 | 1 128 043  | 1,91 %  |
| Всего                                               | Всего                           | 100 | 100 | ▬   | 59 174 007 | 100 %   |
| Источник: Election Statistics — Office of the Clerk |                                 |     |     |     |            |         |